# دوري سان مارينو 2011–12
دوري سان مارينو 2011–12 (بالإيطالية: Campionato Dilettanti 2011-2012)‏ هو الموسم 27 من  دوري سان مارينو. أقيم خلال الفترة 17 سبتمبر 2011 وحتى 29 مايو 2012، والذي يشرف على تنظيمه اتحاد سان مارينو لكرة القدم، وكان عدد الأندية المشاركة فيه  15، وفاز فيه تري بيني.